# NGC 3273
NGC 3273 (другие обозначения — ESO 375-49, MCG -6-23-45, AM 1027-350, PGC 30992) — линзообразная галактика (SB0) в созвездии Насоса. Открыта Джоном Гершелем в 1834 году.
В профиле поверхностной яркости галактики между балджем и внешними частями диска наблюдается наиболее пологий градиент поверхностной яркости. Это означает, что в галактике присутствует линза.
Этот объект входит в число перечисленных в оригинальной редакции «Нового общего каталога».
Галактика NGC 3273 входит в состав группы галактик NGC 3273. Помимо NGC 3273 в группу также входят NGC 3260 и IC 2584.